# 西场镇
西场镇，是中华人民共和国广西壮族自治区北海市合浦县下辖的一个乡镇级行政单位。

## 行政区划
西场镇下辖以下地区：
西场街社区、镇东村、镇西村、安乐村、那隆村、欧屋村、镇海村、葛茅山村、马池沟村、大窝塘村、白沙头村、西坡村、西镇村、五浪江村、东坡村、蚬港村、老温村、谢屋村、裴屋村、大坡村、官井村、林屋村、民丰村、黄金村、卸江村、亚囊村和窖头村。